# Kilobajt
Kilobаjt je mjerna jedinica količine podataka u računarstvu. 
Iako predmetak kilo označava tisuću, kilobajt može biti 1000 ili 1024 bajta, ovisno o surječju i o tome kako se stvari predstavljaju.